# سونيك رانرز أدفانتشر
سونيك رانرز أدفانتشر (بالإنجليزية: Sonic Runners Adventure)‏، هي لعبة فيديو فرنسية، طورتها ونشرتها غيم لوفت، صدرت اللعبة في المتاجر الإلكترونية سنة 2017، وتدعم بأنظمة الهواتف المحمولة المتوافق عليها من متجري آي أو إس وأندرويد.